# Karin Ogino
Karin Ogino (荻野 可鈴 Ogino Karin?, nacida el 12 de octubre de 1995 en la Prefectura de Yamanashi) es una actriz y modelo japonesa, conocida por su papel de "Yumeria Moegi/Akiba Amarillo" en la serie paródica Super Sentai Series 2012 Hikounin Sentai Akibaranger. Es representada por Tambourine Artists.

## Filmografía

### Película
- Kamen Rider OOO Wonderful: The Shogun and the 21 Core Medals como Bell (2011)

### Series de TV
- Hikounin Sentai Akibaranger como Yumeria Moegi/Akiba Amarillo (2012)
- Hikounin Sentai Akibaranger: Temporada 2 como Yuko Yokoyama/Akiba Amarillo (2013)

### Escenario
- Tiger & Bunny THE LIVE como Kaede Kaburagi (2012)